# Браји Корнеот
Браји Корнеот (фр. Brailly-Cornehotte) насеље је и општина у североисточној Француској у региону Пикардија, у департману Сома која припада префектури Абевил.
По подацима из 2011. године у општини је живело 242 становника, а густина насељености је износила 21,04 становника/km². Општина се простире на површини од 11,5 km². Налази се на средњој надморској висини од 60 метара (максималној 91 m, а минималној 47 m).

## Демографија
| 1962. | 1968. | 1975. | 1982. | 1990. | 1999. | 2011. |
| ----- | ----- | ----- | ----- | ----- | ----- | ----- |
| 319   | 324   | 281   | 255   | 233   | 240   | 242   |

График промене броја становника у току последњих година